# スザンナと長老たち (アルテミジア・ジェンティレスキ、スタムフォード)
『スザンナと長老たち』（スザンナとちょうろうたち、伊: Susanna e i vecchioni、英: Suzanna and the Elders）は、イタリア17世紀バロック期の女性画家アルテミジア・ジェンティレスキがキャンバス上に油彩で制作した絵画である。画家の署名と1622年の制作年が記されている。作品は、リンコンシャーのスタムフォード (イングランド) 近郊にあるバーグリー・ハウス・コレクションに所蔵されている。
ジェンティレスキは、『旧約聖書』の「ダニエル書」に記述されるスザンナの物語を何度か描いている。ポンマースフェルデンの『スザンナと長老たち』 (1610年)、ブルノの『スザンナと長老たち』 (1649年)、そしてボローニャの『スザンナと長老たち』 (1652年) である。また、本作の複製がノッティンガム城に所蔵されている。

## 作品
「ダニエル書」によれば、ある暑い日、ヨアキムの妻スザンナは自宅にあった泉の1つで水浴をしていた。その時、2人の裁判官の老人が隠れた場所から彼女の姿を覗いていたが、彼女は気づかなかった。老人たちはしばらく前から彼女に対して欲望を抱いており、この時、彼女を凌辱しようとした。スザンナが彼らを拒むと、後に彼らは自分たちの裁判官という地位を利用し、彼女を不倫の咎で責めた。しかし、ダニエルが彼女の無実を証明し、彼らは死刑を宣告された。

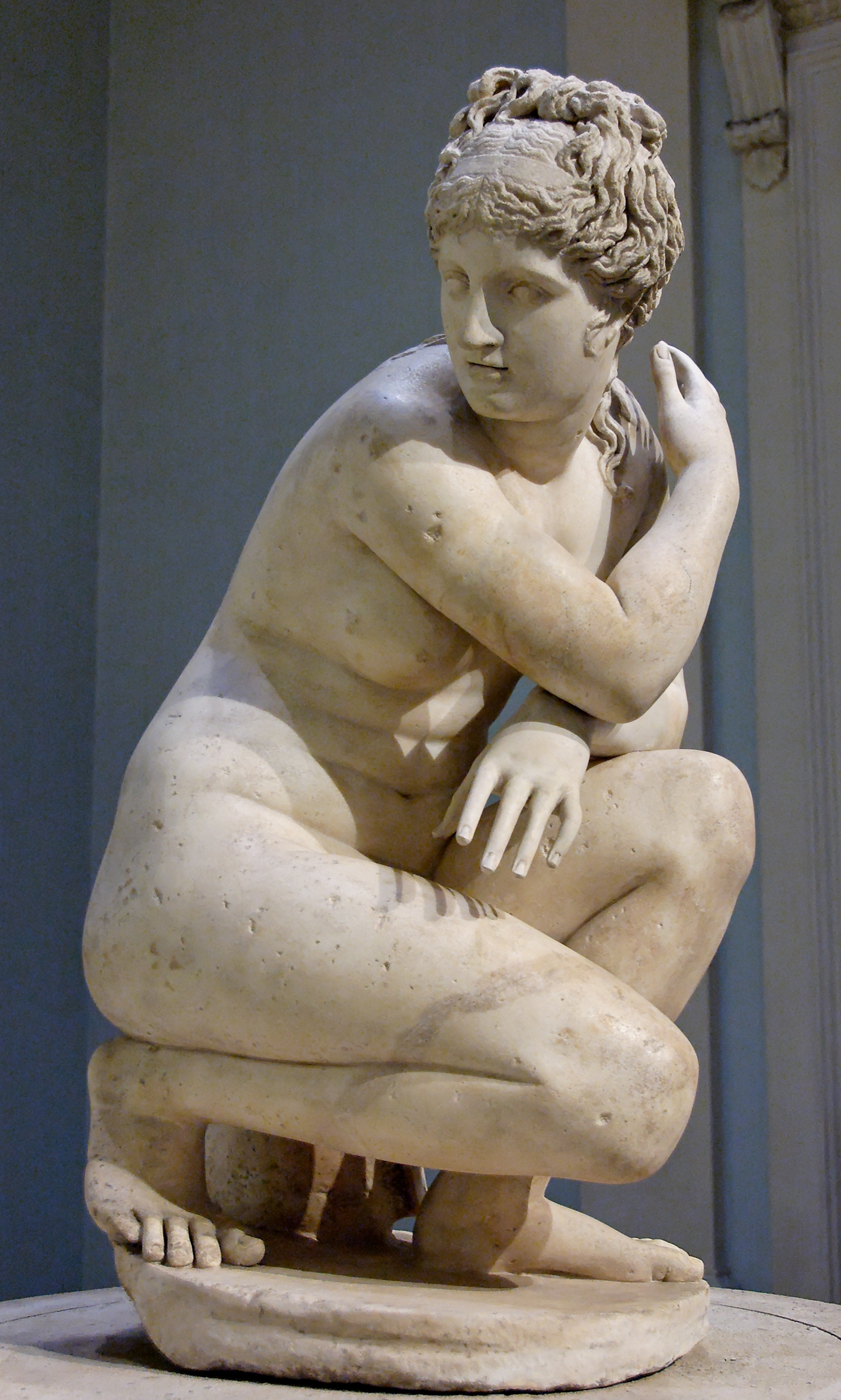
古代ギリシア彫刻『蹲るアフロディーテ』 (『レリーのヴィーナス』)、大英博物館、ロンドン

自然主義的なポロポーションで表された裸体のスザンナが小さな泉の脇で水浴場の端に腰かけている。彼女の背後では、壁に寄りかかった2人の老人が彼女のほうに身をかがめている。彼女が彼らの闖入に困惑していることは、その上向きの眼差しと、腕とシュミーズで自身の身体を覆い隠そうとする試みによって明らかである。彼女の膝の上にある石の壁に「ARTEMITIA GENTILESCHI LOMI」という署名が見える。
スザンナの腕は、クニドスのアプロディーテーとして知られるポーズで配置されている (その最良の例は、古典的な
『蹲るアフロディーテ』 (大英博物館、ロンドン) によって示される)。本作の描き方は、ポンマースフェルデンにある1610年の同主題作より伝統的なものであり、それは、画家の芸術的発展とアンニーバレ・カラッチの同主題作のエッチングの影響による。 また、1610年の作品と比べ、より大きな位置を占めている風景は、ボローニャ出身の教皇が新たに即位して以降、ローマにやってきたグエルチーノなどボローニャ派の画家たちの影響である。本作は、ジェンティレスキがフィレンツェで独立した画家として出発した後、ローマに戻って2年後の1622年に描かれたが、1610年の同主題作との様式的相違により、当初、カラヴァッジョに帰属されていた。
この絵画は、2020年にナショナル・ギャラリー (ロンドン) で開催されたジェンティレスキ展に貸し出された。

## 来歴
この絵画は、ローマ教皇の甥ルドヴィーコ・ルドヴィージにより委嘱された可能性があり、それがボローニャ派的な描写の理由であるのかもしれない。少なくとも1700年以来、作品はエクセター侯爵家のコレクション中に記載されている。続いて、1763年のバーグリー・ハウスのコレクション目録に記載されているが、おそらくブラウンロー・セシル (第9代エクセター伯爵) (1725-1793年) がグランド・ツアー中に購入したものである。

## アルテミジア・ジェンティレスキのほかの同主題作

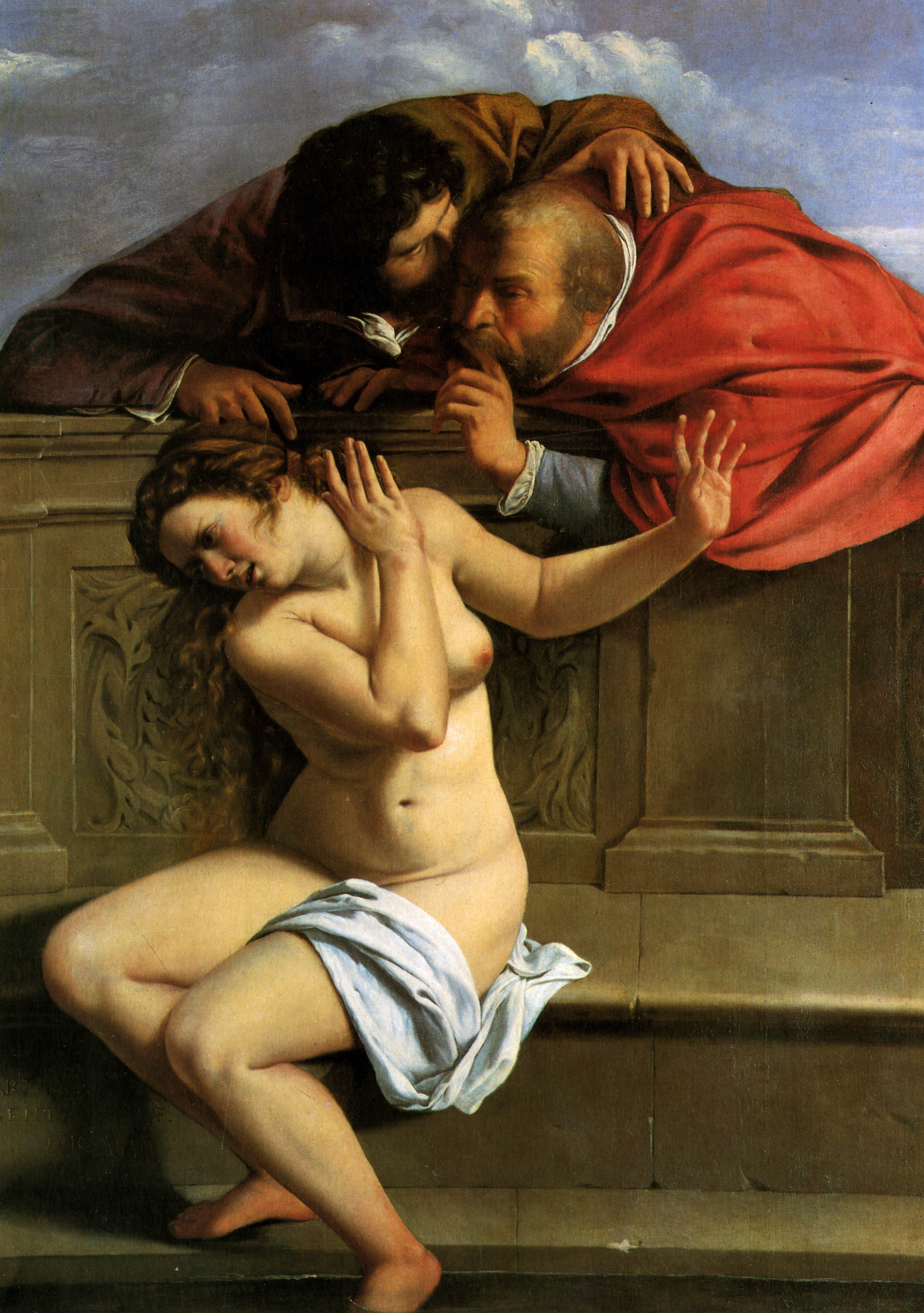
『スザンナと長老たち』、シュロス・ヴァイセンシュタイン（英語版）、ポンマースフェルデン
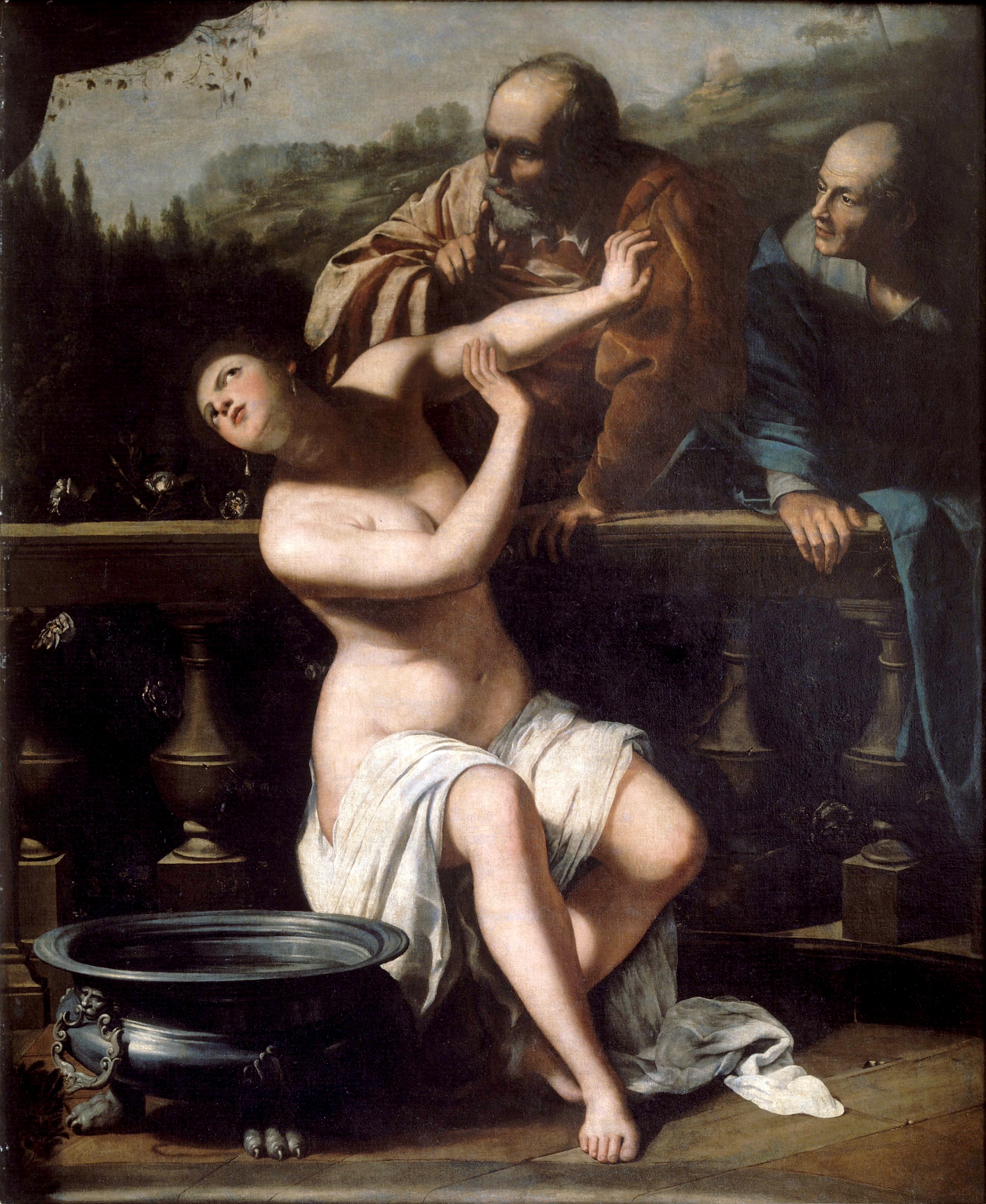
『スザンナと長老たち』、ブルノ、チェコ
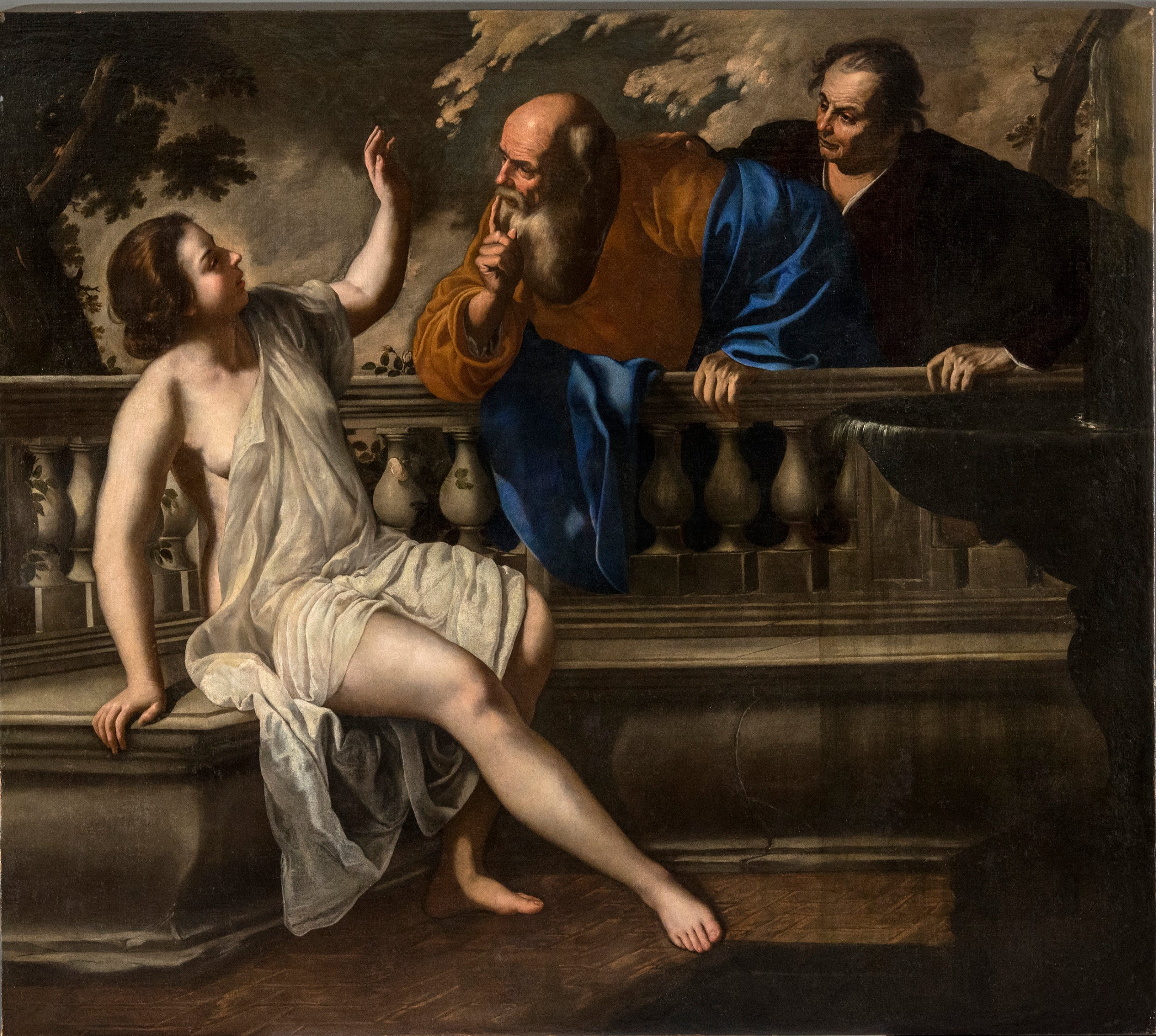
『スザンナと長老たち』、ボローニャ国立絵画館（英語版）